# Rußbach
Rußbach är en kommun i Österrike. Den ligger i distriktet Korneuburg i förbundslandet Niederösterreich. Huvudorten Niederrußbach ligger 35 km nordväst om huvudstaden Wien. 
Kommunen består av tre orter (Ortschaften) (inom parentes invånarantal 1 januari 2024):
- Niederrußbach (826)
- Oberrußbach (271)
- Stranzendorf (302)